# Diocèse d'Ossory
Le diocèse d'Ossory (irlandais : Osraige, latin : Earipolensis Ossoriensis) est un diocèse suffragant de l'archidiocèse de Dublin en Irlande, érigé en 1678. Il est situé dans la partie centrale de la République d'Irlande, légèrement au sud-est, et comprend la grande majorité du comté de Kilkenny et des parties des comtés de Laois et d'Offaly. Sa cathédrale est celle de Sainte-Marie située à Kilkenny, siège de l'évêché. Son territoire couvre 935 km2, et il est divisé en 42 paroisses.

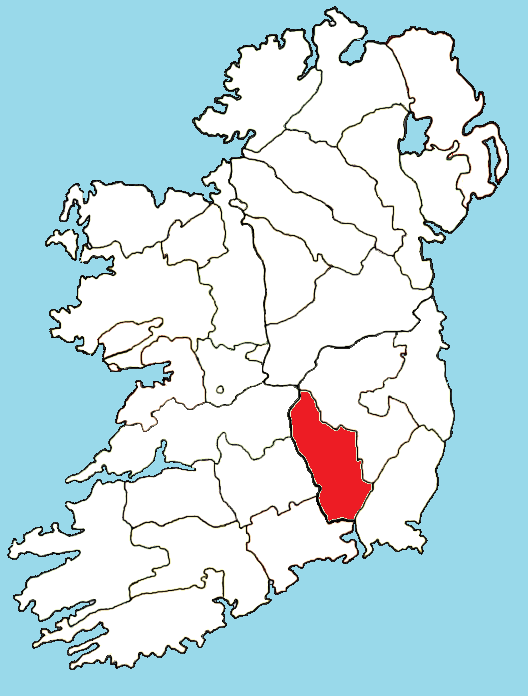
Localisation du diocèse en Irlande.
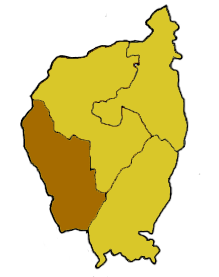
Le diocèse d'Ossory au sein de la province ecclésiastique de Dublin.

## Historique
Le territoire du diocèse est évangélisé dans la première moitié du VIe siècle par saint Kieran de Saighir, que certaines sources traditionnelles font remonter aux IVe et Ve siècles.
Le siège originel du diocèse s'avère donc Saighir ou Seir-Kieran (la cellule monastique de Kieran), bien que, comme pour les autres anciens sièges monastiques irlandais, la juridiction s'exerce davantage sur une base tribale que territoriale. Le synode de Ráth Breasail, en 1111, fixe les limites territoriales et érige un véritable diocèse, dont le siège se trouve à Aghaboe, dans le comté de Laois. Saint Canice y fonde la grande abbaye d'Aghaboe (en), dont il est l'abbé, entre Borris-in-Ossory et Abbeyleix, et qui va devenir un important centre d'enseignement, de commerce et d'agriculture, ainsi que la cathédrale du diocèse. En 1116, l'abbaye est détruite par un incendie, et en 1125, elle est mise à sac par Turlogh O'Connor. Dans la dernière décennie du XIIe siècle, la cathédrale est déplacée d'Aghaboe à Kilkenny.
Le synode de Kells-Mellifont de 1152 désigne son premier évêque en la personne de Domanll Ua Focarta alias Ua Fogartaig, intronisé en mars 1152 et mort en 1178. Après la mort de son successeur Félix Ua Duib Slaine le 24 janvier 1202, le siège est occupé par des évêques anglo-normands dont le premier est Hugo de Rous (i.e Rufus) chanoine régulier de l'abbaye de Kells qui siège de 1202 à sa mort en décembre 1218.
Au moment de la Réforme protestante voulue par Henri VIII d'Angleterre, le diocèse d'Ossory fait bloc pour défendre le catholicisme, à tel point que l'évêque John Bale, nommé par le roi, qui tente de protestantiser le peuple, est chassé du diocèse. Cependant, la crise s'est ouverte sous le règne d'Élisabeth Ire et, à partir de ce moment-là, le diocèse est souvent resté vacant pendant de longues périodes. Lorsque l'évêque David Rothe est nommé en 1618, il n'y a pas d'autres évêques catholiques en Irlande. En 1678, une relatio de l'évêque James Phelan déplore que, par manque de prêtres, chacun doit s'occuper de cinq ou six paroisses, que les églises des ordres religieux survivants sont en ruine et que certains d'entre-eux sont même supprimés. Cependant, son épiscopat est fructueux, surtout si on le compare à la situation des autres diocèses irlandais de l'époque : il parvient à célébrer des synodes diocésains et à ordonner un bon nombre de prêtres.
Ossory est l'un des premiers diocèses à bénéficier de l'assouplissement progressif des lois pénales irlandaises qui persécutaient et discriminaient les catholiques : des écoles diocésaines sont fondées dès l'épiscopat de Thomas Burke (1759-1776). Un renouveau plus complet du diocèse se produit avec l'évêque William Kinsella (1829–1845), qui construit ou reconstruit plusieurs églises paroissiales et fonde le St Kieran's College à Kilkenny, auquel est rattaché un séminaire. C'est également lui qui pose la première pierre de la nouvelle cathédrale en 1843, consacrée en 1857 par l'évêque Edmond Walsh (1846–1872).
Au XXe siècle, une période d'expansion avec la construction de nombreuses nouvelles églises a eu lieu sous l'égide de l'évêque Patrick Collier (1928–1964), tandis que son successeur Peter Birch (1964–1981) met en œuvre le concile Vatican II dans le diocèse à une époque de grands changements pour l'Église et la société, en accordant une attention particulière aux pauvres et aux handicapés. Par contre, le séminaire diocésain de St. Kieran's College est fermé en 1994 faute de vocations.

## Évêques
Le siège épiscopal a été occupé par Dermot Farrell (en) du 3 janvier 2018 au 29 décembre 2020, date à laquelle il est devenu archevêque de Dublin. C'est Denis Nulty qui a tenu lieu d'administrateur apostolique du 2 février 2021 au 28 octobre 2022.
- William Kinsella (1829–1845)
- Edward Walsh (1846–1872)
- Francis Patrick Moran (1872–1884)
- Abraham Brownrigg, S.S.S. (1884–1928)
- Patrick Collier (1928–1964)
- Peter Birch (1964–1981)
- Laurence Forristal (1981–2007)
- Séamus Freeman, S.A.C. (2007–2016)
- Dermot Farrell (2018–2020)
- Niall Coll (en) (depuis le 28 octobre 2022)

## Source
- (en) T.W Moody, F.X. Martin, F.J. Byrne A New History of Ireland IX Maps, Genealogies, Lists. A companion to Irish History part II . Oxford University Press réédition 2011  (ISBN 9780199593064)

### Article lié
- Église catholique en Irlande